# Mistrzostwa Świata U-19 w Rugby Union Mężczyzn 1972
Mistrzostwa Świata U-19 w Rugby Union Mężczyzn 1972 – czwarte mistrzostwa świata U-19 w rugby union mężczyzn zorganizowane przez FIRA, które odbyły się w Rzymie w 1972 roku.
Rumuńska reprezentacja w drodze do triumfu pokonała w ćwierćfinale RFN 36–3, w półfinale Czechy 37–0, zaś w rozegranym na Stadio Olimpico finale w obecności siedmiu tysięcy widzów Hiszpanów 17–11.

## Klasyfikacja końcowa
| Miejsce | Reprezentacja       |
| ------- | ------------------- |
| 1       | Rumunia U-19        |
| 2       | Hiszpania U-19      |
| 3       | Francja U-19        |
| 4       | Czechosłowacja U-19 |
| 5       | Włochy U-19         |
| 6       | Maroko U-19         |
| 7       | RFN U-19            |
| 8       | Belgia U-19         |